# Omonia-Platz

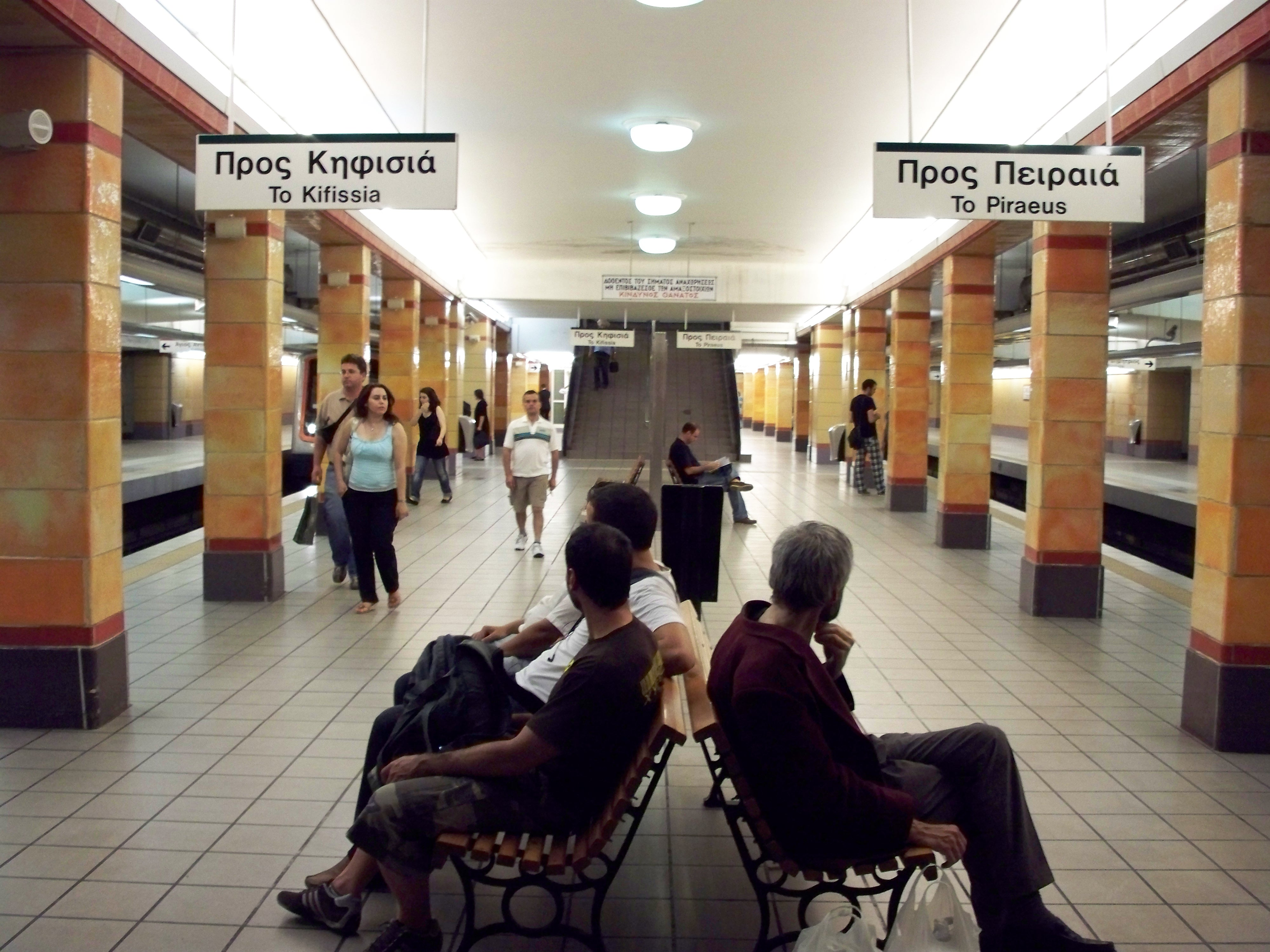
U-Bahn-Station von 1930

Der Omonia-Platz (griechisch Πλατεία Ομονοίας Platía Omonías, von ομόνοια omónia, deutsch ‚Einheit‘) ist ein Platz in Athen. Er markiert einen Eckpunkt des sogenannten Handelsdreiecks im Zentrum Athens, dort beginnen die Straßen Stadiou und Panepistimiou. Die Station Omonia der Metro Athen unter dem Platz ist ein bedeutender Verkehrsknotenpunkt der Stadt; bis zum Bau der Linien 2 und 3 bildete sie den einzigen Halt der U-Bahn im Zentrum Athens.

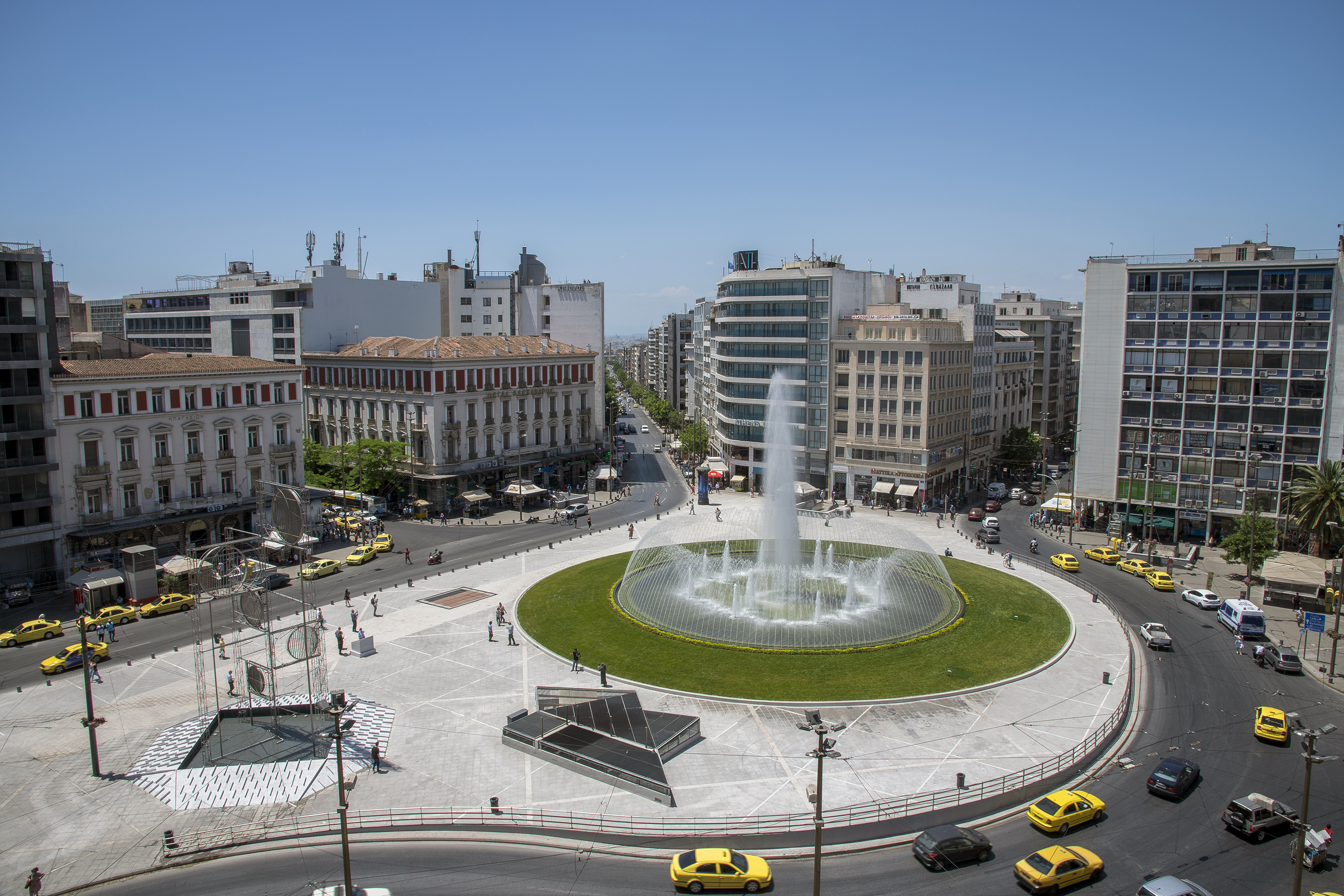
Omonia-Platz 2020

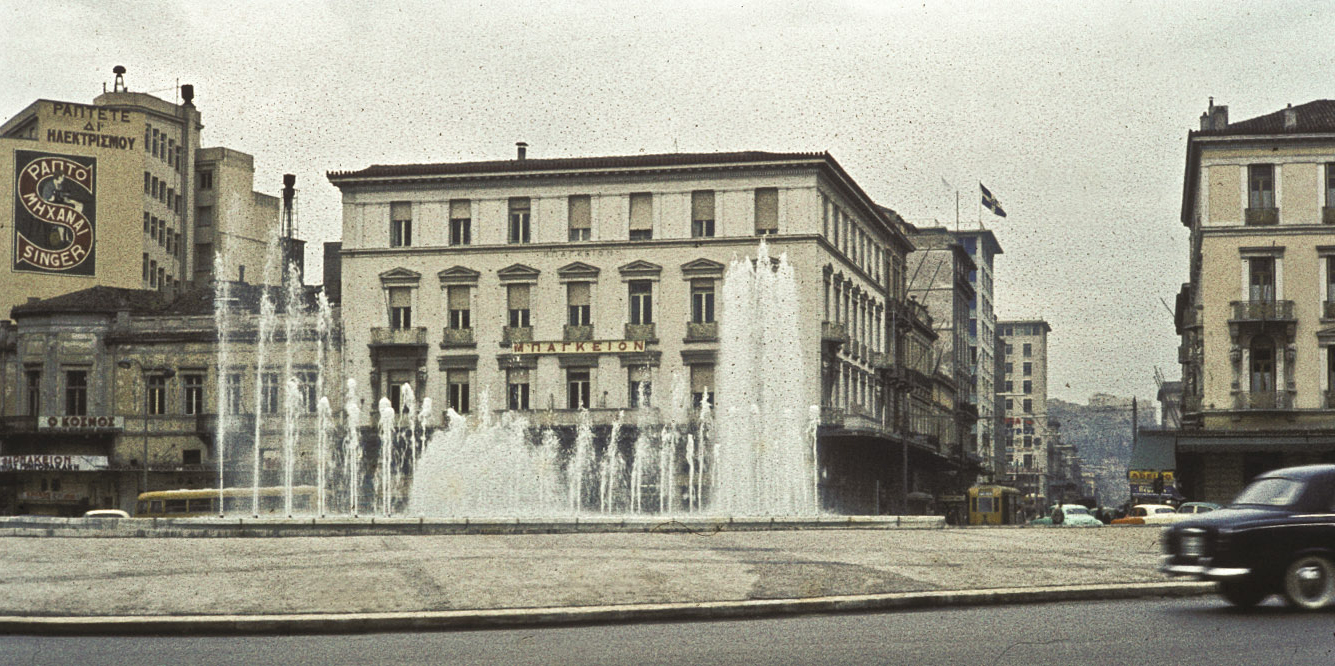
Omonia-Platz 1959

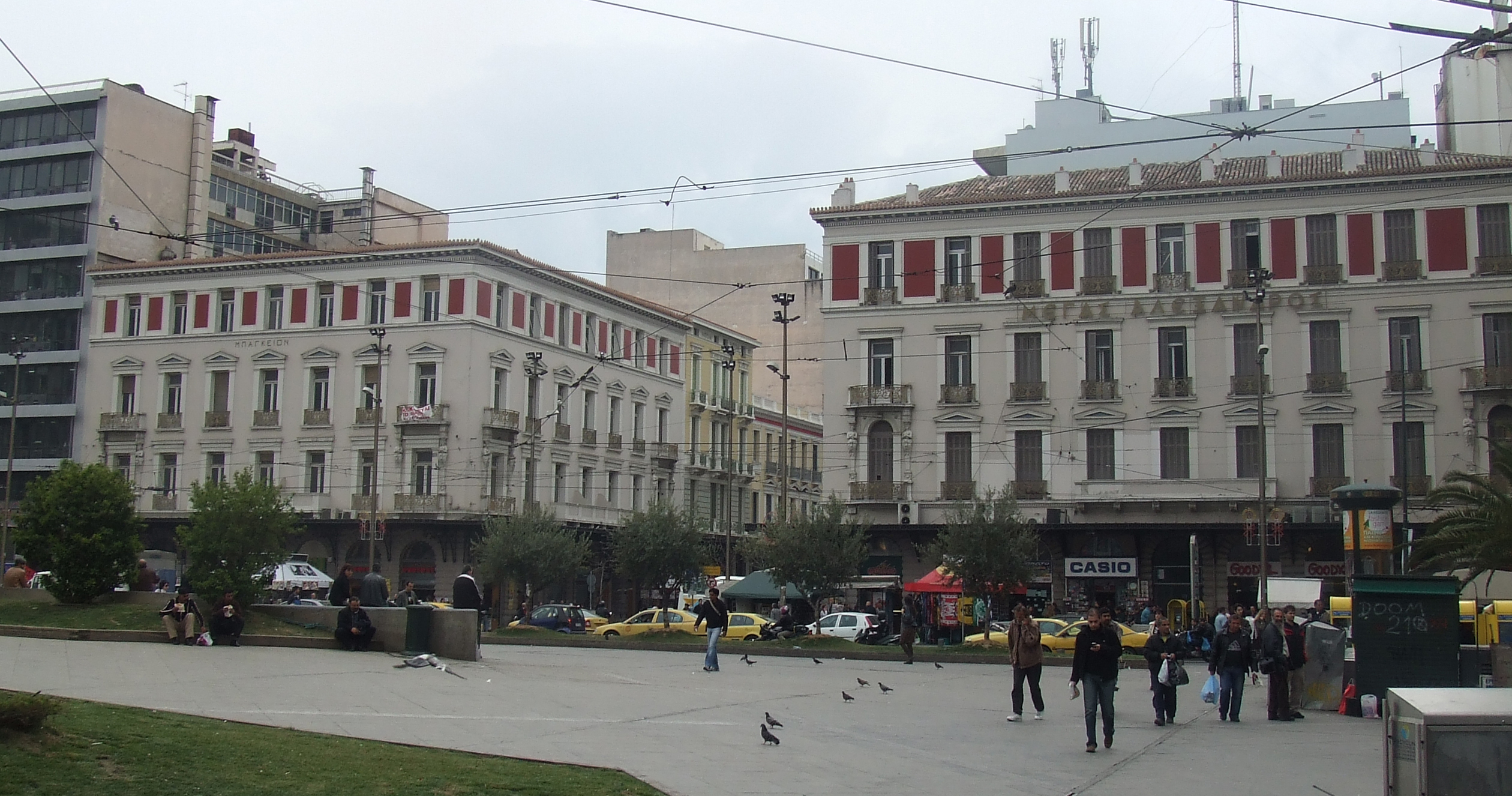
Das „Bagkeion“ (links) und das „Megas Alexandros“ (rechts), beide von Ziller

Obwohl der Kreisverkehr zurückgebaut wurde und der Platz nun besser für Fußgänger zugänglich ist, hat er seine Bedeutung als Treffpunkt Athens, die er für einige Jahrzehnte vom Syntagma-Platz übernommen hatte, weitestgehend eingebüßt. Er gilt nun als Eingang der multikulturellen Stadtteile, die direkt angrenzen.

## Geschichte
Bei seiner Anlage (1833) sollte er Otto-Platz heißen; nach König Otto wurde aber letztendlich eine Straße am Syntagma-Platz benannt. Es gab Pläne, auf dem Platz ein Denkmal zum 25-jährigen Thronjubiläum aufzustellen, auch der Bau einer Kathedrale stand in Diskussion. Bis 1890 endete die heutige Piräus-Bahn dort, nach deren Erweiterung stadtauswärts wurde die alte Trasse in den Untergrund verlegt und zur U-Bahn Piräus-Athen. Bis heute befinden sich dort zwei ehemalige Hotels des bekannten Architekten Ernst Ziller („Bagkeion“, „Megas Alexandros“), die jedoch beide trotz Renovierung leer stehen; lediglich in den Erdgeschossen sind kleine Läden vermietet.
Die 1930 eröffnete U-Bahn-Station war die erste Griechenlands mit Rolltreppen. Der Bahnsteig der Linie 1 wurde renoviert und präsentiert sich im Zustand der ersten Hälfte des 20. Jahrhunderts, nur die Beleuchtung ist aus Sicherheitsgründen verändert.
Der Platz wurde in Literatur und Musik oft gewürdigt. Yannis Tsarouchis malte das am Platz befindliche Kaffeehaus Neon in zwei Gemälden aus den 1950/60er Jahren.
1988 wurde die Skulptur Der Läufer von Costas Varotsos aufgestellt. Sie wurde jedoch bereits 1993 aufgrund des U-Bahnbaus wieder abgetragen und 1994 in die Nähe des Hilton-Hotels neu errichtet. Spätestens mit der besseren Erschließung der Stadt durch weitere U-Bahn-Stationen verlor der Platz ab etwa 2000 allmählich an Bedeutung. Eine umfassende Sanierung (Aufstellung der Skulptur von George Zongolopoulos) und seine Absperrung schädigten den Einzelhandel sehr. Nur einen Häuserblock entfernt befand sich bis 1998 das Kaufhaus Minion. Am Platz selbst steht das Kaufhaus Hondos-Center. 
Anfang der 2010er Jahre standen viele Gebäude leer, verstärkt wurde die Situation durch die durch Immigranten, die wegen mangelnder Alternativen in nahegelegenen Gebäuden illegal wohnen mussten oder auf dem Platz schliefen.

## Bebauung (Auswahl)
- Café Neon
- Hotel Bagkeion, Architekt Ernst Ziller, 1890
- Hotel Megas Alexandros, Architekt Ernst Ziller, 1889
- Nr. 12, Büro- und Geschäftshaus, Architekt Thukydidis Valentis, 1958[4]

## Trivia
Während am Syntagma-Platz und am Kotzia-Platz politische Großkundgebungen stattfinden, hat sich eingebürgert, am Omonia-Platz sportliche Veranstaltungen zu feiern, beispielsweise den Gewinn der Basketball-EM 2005.